# Picco di Soret
Si definisce picco di Soret un intenso picco nella regione blu dello spettro visibile, così denominato in onore del suo scopritore, Jacques-Louis Soret. Il termine è comunemente usato nella spettroscopia di assorbimento per indicare la lunghezza d'onda di massimo assorbimento della radiazione elettromagnetica nella regione del blu, attorno ai 400 nm.
La banda Soret nasce principalmente a causa di un movimento di dipolo elettronico che consente transizioni π-π *, molto comuni nei composti della porfirina. La maggior parte degli studi analitici sulla frazione contenente porfirine può essere eseguita utilizzando la spettroscopia ultravioletta/visibile e le lunghezze d'onda eccitanti alla rispettiva lunghezza d'onda della banda di Soret.

## Esempi
Il picco di Soret è utilizzato spesso per descrivere l'assorbimento di molecole contenenti eme, come vari citocromi. Ad esempio, i citocromi P450, un'ampia classe di enzimi monossigenasici, presentano un picco di Soret a 450 nm nella loro forma ridotta, se saturati con monossido di carbonio. Se la proteina ha subito denaturazione, il picco si sposta a 420 nm. Se la denaturazione è solo parziale, è possibile osservare la presenza di entrambi i picchi.